# Хоель Асоро
Хоель Джошгене Асоро (швед. Joel Joshghene Asoro, нар. 27 квітня 1999, Стокгольм, Швеція) — шведський футболіст нігерійського походження, центральний форвард столичного клубу «Юргорден».
Грав у складі молодіжної збірної Швеції.

## Ігрова кар'єра

### Клубна
Хоель Асоро народився у Стокгольмі й уже у віці 11 років почав займатися футболом в академії столичного клубу «Броммапойкарна», яка славиться своїми випускниками. Вже в цей час шведським нападником зацікавились провідні європейські клуби. У 2015 році Асоро переходить до складу англійського «Сандерленда», де вже за рік дебютує в основному складі. Тим самим Асоро став наймолодшим гравцем Прем'єр-ліги в історії клуба та наймолодшим шведським футболістом.
У 2018 році «Сандерленд» вилетів до Чемпіоншип, а футболіст перейшов до складу іншого клуба цієї ліги — «Свонсі Сіті». У складі валлійського клубу Асоро не зміг закріпитися і вже за рік він був відправлений в оренду у нідерландський «Гронінген». Після цього форвард провів ще один сезон в оренді італійського клубу «Дженоа» але там він жодного разу не вийшов на поле і у 2021 році футболіст повернувся до Аллсвенскан у клуб «Юргорден», з яким підписав контракт до кінця 2024 року.

### Збірна
Після дебюту Асоро у 2016 році у складі молодіжної збірної у ЗМІ з'явилася інформація про інтерес до футболіста з боку таких грандів європейського футболу як «Парі Сен-Жермен», «Боруссія» (Дортмунд), «Мілан», «Валенсія» та інші.

## Особисте життя
Батьки Хоеля Асоро родом з Нігерії. Його сестра — Абігейл також професійна спортсменка. Вона займається баскетболом.